# О’Нил, Джон (бейсболист, 1880)
Уильям Джон О’Нил (англ. William John O'Neill, 22 января 1880, Сент-Джон, Нью-Брансуик, Канада — 20 июля 1920, Вудхейвен, Нью-Йорк, США) — канадский бейсболист, аутфилдер. Провёл два сезона в Главной лиге бейсбола. Победитель Мировой серии 1906 года в составе «Чикаго Уайт Сокс».

## Биография
Уильям Джон О’Нил родился 22 января 1880 года в Сент-Джоне в семье выходцев из Ирландии. О его детстве и юности информации не сохранилось. Историк бейсбола Билл Ноулин в его биографии указывал, что О’Нил в течение всей своей карьеры был известен как Джон или Джек. 
Карьеру в Главной лиге бейсбола О’Нил начал в 1904 году, когда присоединился к команде «Бостон Американс», действующим победителям Мировой серии. Его дебют состоялся 7 мая в игре против «Нью-Йорк Хайлендерс». Джон вышел на замену вместо Лу Кригера и получил страйкаут. В своей второй игре его ран принёс «Бостону» победу над «Детройтом» в пятнадцатом иннинге. В июне команду покинул Пэтси Доэрти и бостонские журналисты были уверены, что его место в аутфилде займёт именно О’Нил. Спортивный обозреватель Джейк Морс писал о том, что Джон был очень быстрым игроком, но по уровню игры на бите сильно уступал Доэрти. Однако О’Нил спустя две неделе был обменян в «Вашингтон Сенаторз» на ветерана Кипа Селбаха. В составе Американс он сыграл всего в семнадцати матчах, отбивая с показателем 19,6 %.
В «Вашингтоне» О’Нил произвёл хорошее впечатление, его эффективность в атаке выросла. Он отбивал с показателем 24,4 %, выбил десять даблов, трипл и хоум-ран. Благодаря своей скорости Джон украл 22 базы. При этом он допустил восемнадцать ошибок при игре в защите. В 1905 году он рассчитывал играть за «Сенаторз» на второй базе, но вместо этого был вынужден провести сезон в «Милуоки Брюэрс», где в 99 матчах О’Нил отбивал с показателем 32,2 %. 
Впечатлённый его игрой, владелец «Чикаго Уайт Сокс» Чарльз Комиски пригласил Джона в свою команду. В регулярном чемпионате он провёл 94 игры, отбивая с показателем 24,8 %. Один из чикагских журналистов отмечал, что по ходу сезона ему не везло при игре на бите и снижение результативности не было связано с недостатком таланта. По итогам сезона «Уайт Сокс» вышли в Мировую серию, где обыграли «Чикаго Кабс» со счётом 4:2. О’Нил принял участие только в третьем матче серии, выйдя на поле в качестве пинч-раннера и заработав очко.
Весной 1907 года О’Нил присоединился к «Миннеаполис Миллерс» из Американской Ассоциации. Он сыграл за команду в 146 матчах, несмотря на то, что пропустил три недели: тренер Гас Дандон отстранил Джона за недостаточную дисциплину. В составе «Миллерс» он провёл ещё два сезона и был одним из лучших отбивающих команды, хотя журналисты не раз отмечали равнодушие, с которым он играл. В Миннеаполисе его ждали и весной 1910 года, но перед этим О’Нил переболел брюшным тифом. В июне его контракт был выкуплен клубом «Луисвилл Колонелс», за который Джон сыграл в 63 матчах. Карьеру он завершил весной 1912 года. 
О его жизни после ухода из спорта также известно мало. Несколько лет он управлял аптекой в Миннеаполисе, затем переехал в Нью-Йорк, где работал сторожем. Умер Джон О’Нил 20 июля 1920 года в больнице в Вудхейвене от туберкулёза.